# Gérard Majella
Gérard Majella (Muro Lucano, 6 avril 1726 - Caposele, 16 octobre 1755) est un rédemptoriste italien. Il ne vécut que 29 ans mais réalisa dans sa courte vie des faits remarquables. Béatifié en 1893 par le pape Léon XIII, qui le présenta comme l'un des jeunes des plus angéliques que Dieu ait donné aux hommes pour exemple, Gérard Majella a été canonisé par le pape Pie X en 1904. Pie XII déclara que Saint Gérard était un modèle admirable pour tous les frères des différentes communautés religieuses.

## Biographie
Son père est tailleur et meurt lorsqu'il est âgé de douze ans, laissant sa famille dans la pauvreté. Gérard est né à Muro, petit village italien dans la province de Potenza au sud du royaume de Naples, alors possession autrichienne, puis espagnole à partir de 1734. Sa mère raconte : « Depuis très petit, son plus grand délice était d'entrer dans l'église et de prier en face du très Saint-Sacrement de l'autel. Quand il était là, priant au-devant de la Sainte Hostie, il oubliait même d'aller manger. À la maison, à chaque petit moment de libre qu'il avait, il s'employait à la prière ».
Lorsqu'il eut dix ans, son confesseur lui permit de communier plus fréquemment que la coutume, jusqu'une fois tous les trois jours. En effet, la plupart des personnes ne communiaient que de temps en temps à cause de l'influence du jansénisme, un mouvement religieux de l'époque.
Gérard veut se joindre aux Capucins, mais sa santé fragile l'en empêche. Il est accepté en 1749 en tant que frère lai rédemptoriste, congrégation nouvelle fondée dans le royaume de Naples par Alphonse de Liguori. Il y remplit les fonctions de sacristain, jardinier, infirmier et tailleur. Alphonse de Liguori, fondateur de la congrégation du Très Saint Rédempteur, considérait Gérard Majella comme « un exemple d'obéissance » et même comme « un saint ».
Cependant, assez joli garçon, il se voit accusé par une femme enceinte d'être le père de son enfant. Profondément blessé, il se réfugie à l'instar de Jésus, dans le silence pour ne pas accabler son accusatrice. Plus tard, elle retire ses accusations et blanchit sa réputation, et c'est ainsi qu'il commence à être associé comme patron de tous les aspects de la grossesse. Il a la réputation de pouvoir pratiquer la bilocation et de pouvoir lire dans les consciences. Il laisse son dernier testament sur une petite feuille de note dans sa cellule : « Ici la volonté de Dieu est faite, comme Dieu le veut, et aussi longtemps que Dieu veut ».
Il meurt de tuberculose à l'âge de 29 ans.

## Culte et canonisation
Béatifié le 29 janvier 1893 par le pape Léon XIII, Gérard est canonisé le 11 décembre 1904 par le pape Saint Pie X.
Il est le saint patron des accouchements, des personnes faussement accusées, des bonnes confessions, des frères lais, de la maternité, des mères, des enfants à naître, du mouvement pro-vie et de la ville de Muro Lucano. Il est aussi co-patron de l'archidiocèse de Potenza-Muro Lucano-Marsico Nuovo.
Comme la plupart des saints, il est fêté le jour de sa mort, dans son cas le 16 octobre, jour de sa « naissance au ciel » (dies natalis).

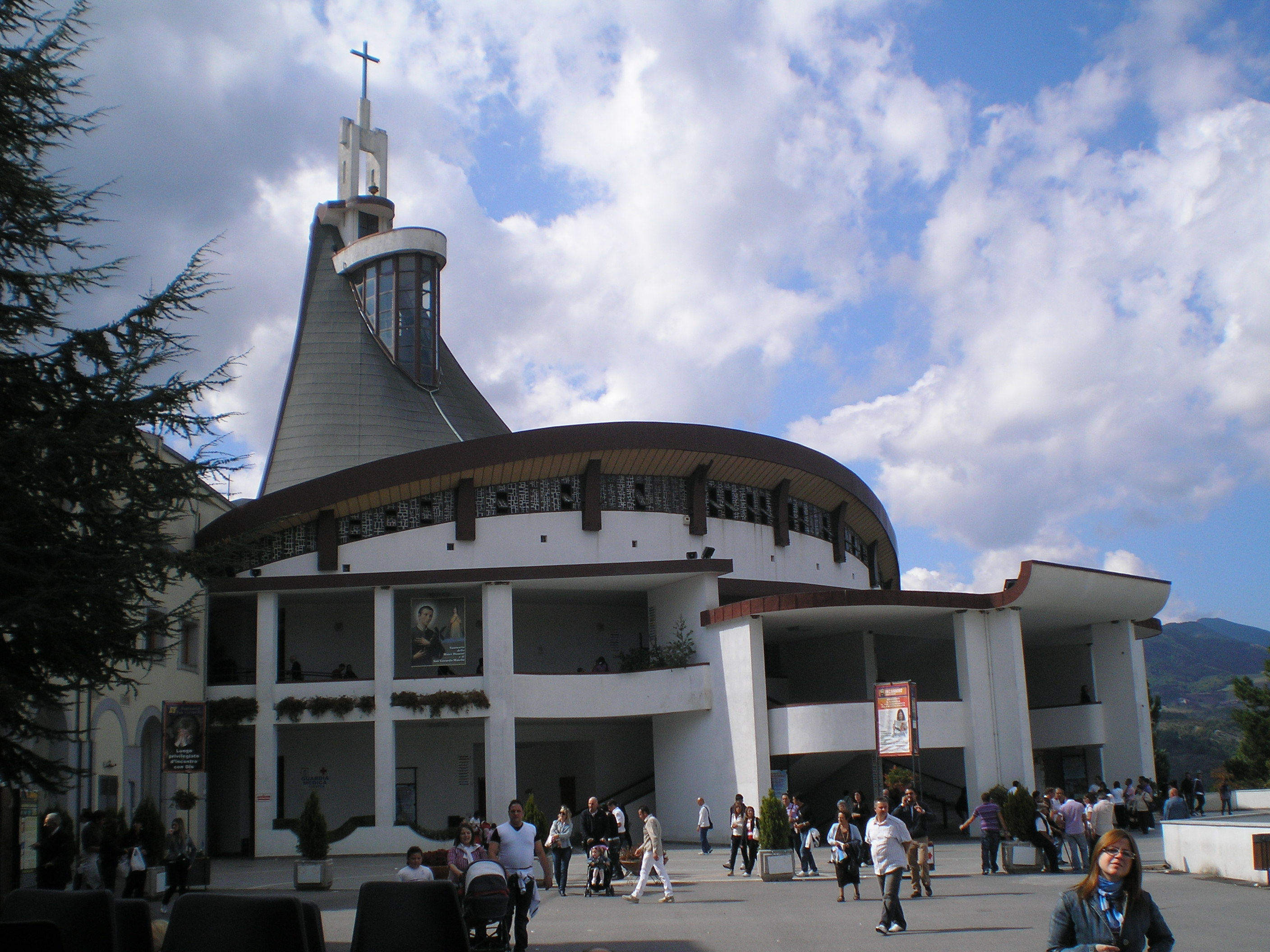
Le sanctuaire Saint Gérard Majella à Materdomini.

Un sanctuaire lui est dédié en partage avec la Vierge Marie sous le vocable Maria Santissima Mater Domini à la frazione Materdomini de Caposele où il est décédé à un collège des pères rédemptoristes. En raison de l'augmentation exponentielle du nombre de pèlerinages à son tombeau, l'ancienne église a été flanquée en 1974 de celle du Christ Rédempteur, haute de plus de 46 mètres. Outre les deux églises, le sanctuaire est composé de nombreux autres espaces d'accueil pour pèlerins, d'une pièce pour les confessions, d'un théâtre et de salles qui exposent des objets ayant appartenu à saint Gérard, ainsi que des ex-voto offerts au fil des siècles.
Depuis 1891, à Seventh Avenue, dans la banlieue de Newark, dans le New Jersey aux États-Unis, des immigrés italiens lui rendent également hommage avec l'établissement d'un sanctuaire, d'une procession annuelle le jour de sa fête et d'un festival. Ce sanctuaire a été fait sanctuaire national par la Conférence des évêques catholiques des États-Unis en 1977.

## Prix de poésie
Le prix international de poésie San Gerardo Maiella est une initiative qui est née pour promouvoir la culture, l'expression écrite des sentiments et des émotions du saint. L'événement, l'organisation et l'association de bénévoles qui dirige le prix se trouve à Muro Lucano, sa ville natale. La première édition de 2009 a réuni une centaine de participants.

### Articles liés
- Sanctuaire de saint Gérard Majella (it)
- Saint-Gérard-Majella, localité canadienne.
- Saint-Gérard-Majella, église et paroisse de la commune d'Anderlecht (Bruxelles).
- Saint-Gérard-Majella (L'Assomption)